# James Robert McLean
James Robert McLean (* 21. September 1823 in Enfield, North Carolina; † 15. April 1870 in Greensboro, North Carolina) war ein US-amerikanischer Jurist und Plantagenbesitzer sowie Politiker der Konföderierten Staaten von Amerika. Er gehörte der Demokratischen Partei an. Ferner war er Offizier in der Konföderiertenarmee.

## Werdegang
James Robert McLean, Sohn von Rebecca Hilliard Judge und Levi H. McLean, einem Lehrer, der ursprünglich aus Guilford County kam, wurde ungefähr achteinhalb Jahre nach dem Ende des Britisch-Amerikanischen Krieges im Halifax County geboren. Seine Vorfahren kamen aus Schottland. Obwohl er früh Waise wurde, ließen ihm seine Verwandten eine gute Schulbildung angedeihen. Er besuchte die Bingham School in Mebane (Alamance County) und das Caldwell Institute in Greensboro (Guilford County). Danach studierte er Jura bei dem Rechtsanwalt John Adams Gilmer (1805–1868), der den Bundesstaat North Carolina später sowohl im US-Repräsentantenhaus als auch im Konföderiertenkongress vertrat. Seine Zulassung als Anwalt an den County Courts erhielt er 1844 und an den Superior Court 1846.
Für eine kurze Zeit praktizierte er in und um Greensboro, bevor er nach Rockford umzog, dem damaligen Verwaltungssitz vom Surry County. Zwischen 1850 und 1851 war er im Repräsentantenhaus von North Carolina tätig. Während dieser Zeit saß er im Committee on Propositions and Grievances, nahm aber wenig an Sitzungen vom Repräsentantenhaus teil. Nach dem Ende seiner Amtszeit kehrte er nach Greensboro zurück, wo er seine Tätigkeit als Anwalt wieder aufnahm, und der Kanzlei von Cyrus Pegg Mendenhall (1817–1884) und Wilson Shedrick Hill junior (1828–1908) beitrat. Bis 1860 hatte er sich erfolgreich als Anwalt etabliert und besaß eine kleine Plantage mit 25 Sklaven.
McLean war ein früher und aktiver Sezessionist. Als dann die Konföderierten Staaten von Amerika 1861 gegründet wurden, kandidierte er erfolgreich für einen Sitz im ersten Konföderiertenkongress, wo er den sechsten Wahlbezirk von North Carolina vertrat. Während seiner zweijährigen Amtszeit saß er in dem Claims Committee und dem Foreign Affairs Committee, ließ aber in der Regel andere Gesetzesinitiativen zu. In den meisten Fällen bewilligte er jeder begründbaren kriegsführenden Delegation in der Administration von Jefferson Davis (1808–1889) Befugnisse und unterschied sich damit nur signifikant in Finanzfragen. McLean bevorzugte die Inflation eher durch große Steuern einzudämmen, als den Teil des Papiergeldes zu verwerfen, welcher bereits im Umlauf war. Ferner glaubte er, dass die Regierung für den Armeenachschub den marktüblichen Preis zahlen sollte, anstatt diesen zu einem niedrigen und daher unfairen Preis zu requirieren. Im August 1863 verkündete er, dass er auf seine erneute Kandidatur verzichtet. Als Grund dafür nannte er seinen schlechten Gesundheitszustand.
Im November 1864 wurde er zum Major der Alamance County Senior Reserve, dem 77. Regiment von North Carolina, ernannt, welches im Juli gebildet wurde. Präsident Jefferson Davis nominierte ihn im Dezember 1864 zum Kommandanten eines Ausbildungslagers für neue Rekruten, allerdings lehnte der Senat seine Nominierung ab. Am 7. Dezember rückte das 77. Regiment in Richtung Savannah (Georgia) aus und nahm am 9. Dezember in South Carolina am Gefecht bei Coosawhatchie (Jasper County) teil. Es kam zu Kämpfen um Savannah herum. Die Stadt fiel schließlich an die Truppen von Generalmajor William T. Sherman (1820–1891), so dass sich das 77. Regiment nach Norden zurückziehen musste. Nach der Schlacht bei Bentonville zog sich das Regiment dann nach Smithfield (Johnston County) zurück, wo es sich schließlich ergab.
Nach dem Ende des Bürgerkrieges war er fast mittellos und verbrachte die folgenden Jahre damit seine Verluste wieder weg zu machen. Als er sich gerade 1870 finanziell erholt hatte, verstarb er in Greensboro. Er wurde auf dem alten First Presbyterian Church Cemetery beigesetzt.

## Familie
McLean heiratete am 12. September 1853 Narcissa Jane Unthank (1834–1873), Tochter von Sarah McCuiston und W. R. Unthank. Das Paar bekam sieben Kinder: William, Robert, Edward R., Thomas L. (1864–1927), Rufus H., Cora und Charles Ernest (1869–1950). Die ersten zwei Kinder verstarben in der Kindheit.